# Alcathousites superstes
Alcathousites superstes là một loài bọ cánh cứng trong họ Cerambycidae.